# Бордерлендс
«Бордерле́ндс» (англ. Borderlands) — американский научно-фантастический комедийный боевик режиссёра и соавтора сценария Элая Рота, основанный на одноимённой серии видеоигр, разработанной компанией Gearbox Software. Кейт Бланшетт исполнила роль Лилит, преступницы, объединяющейся с бандой изгоев, чтобы найти дочь самого могущественного человека во вселенной. В фильме также снимались Кевин Харт, Джек Блэк, Эдгар Рамирес, Ариана Гринблатт, Флориан Мунтяну, Джина Гершон и Джейми Ли Кёртис.
Lionsgate Films анонсировала проект в августе 2015 года; к тому времени Ари и Ави Арад стали продюсерами. В феврале 2020 года продюсером проекта стал Эрик Фейг, Рот получил должность режиссёра, а сценарием занимался Крейг Мейзин. Подбор актёров длился с мая 2020 года по апрель 2021 года; Бланшетт получила свою роль самой первой. Съёмки проходили с апреля по июнь 2021 года. В начале 2023 года состоялись пересъёмки, которыми ввиду занятости Рота руководил Тим Миллер. В июне того же года Мейзин удалил своё имя из титров.
Мировая премьера фильма «Бордерлендс» состоялась 6 августа 2024 года в китайском театре TCL в Лос-Анджелесе, а в прокат США картина вышла 9 августа. Проект получил отрицательные отзывы критиков, которые сетовали на сценарий, боевые сцены, юмор, рейтинг PG-13, неоригинальность, непроработанных персонажей и отсутствие химии между ними; при этом некоторые рецензенты остались довольны актёрской игрой Бланшетт. Фильм провалился в прокате, собрав всего $ 33 млн при бюджете в $ 110—120 млн.

## Сюжет
Беглый наёмник Роланд похищает девочку-подростка Тину с космической станции, в результате чего они знакомятся с психом Кригом, который в дальнейшем станет надёжным защитником Тины. Атлас, владелец влиятельной корпорации, нанимает Лилит, охотницу за головами с загадочным прошлым, чтобы найти свою похищенную дочь Тину. Для этого Лилит приходится вернуться на свою родную планету Пандору, где она не была с детства. С помощью робота Железяки, запрограммированного ожидать прибытия Лилит, она находит Тину.
Поняв, что Атлас хочет вернуть дочь против её воли, Лилит объединяется с Роландом и Кригом после того, как на них нападает личная армия Атласа «Алое копьё». Лилит узнаёт, что Тина — продукт генной инженерии, созданный с помощью биоматериала представителя древней расы эридианцев, некогда населявших Пандору, и что Атлас считает, что только Тина способна открыть Хранилище, где спрятаны секреты продвинутых технологий эридианцев.
С помощью приёмной матери Лилит, доктора Патриции Таннис, банда находит ключ к Хранилищу в подземном лабиринте, где живёт племя психов. Им удаётся выбраться с ключом на поверхность. Лилит ломает устройство, которое дал ей Атлас, чтобы та послала ему сигнал, как только отыщет Тину, после чего Атлас связывается с ней через дрон и объясняет, что девочка ему всё ещё нужна. Тина слышит конец их разговора и подозревает Лилит в предательстве. Она кидает в сторону Лилит бомбу, и после взрыва та теряет сознание. Когда Лилит приходит в себя, Железяка неосознанно показывает ей сообщение от матери.
На следующий день компания уже без Лилит и Железяки находит Хранилище, но их окружают Атлас со своими людьми. Тина не может открыть Хранилище. Появляется Лилит, которая рассказывает, что именно она в состоянии это сделать, поскольку она является эридианцем, известным как Огненный ястреб. Атлас угрожает убить Тину, если Лилит не откроет Хранилище. Та подчиняется ему, но с помощью Тины побеждает Атласа и оставляет в Хранилище, где его хватает чудовище. Команда празднует победу.

## В ролях
- Кейт Бланшетт — Лилит[6]
- Кевин Харт — Роланд Грейвс[7]
- Джек Блэк — Железяка[8]
- Эдгар Рамирес — Дукелиан Атлас[9]
- Ариана Гринблатт — Крошка Тина[10]
- Флориан Мунтяну — Криг[11]
- Джина Гершон — Безумная Мокси[12]
- Джейми Ли Кёртис — доктор Патриция Таннис[13]
- Хейли Беннетт — мать Лилит[14]
- Бобби Ли — Ларри[12]
- Оливье Рихтерс[англ.] — Кром[15]
- Джанина Гаванкар — командир Нокс[16]
- Шайенн Джексон — Джейкобс[12]
- Чарльз Бабалола[англ.] — Хаммерлок[12]
- Бенджамин Байрон Дэвис[англ.] — Маркус[12]
- Стивен Бойер[англ.] — Скутер[12]
- Райанн Редмонд[англ.] — Элли[12]

Кроме того, в фильме в качестве камео должен был появиться актёр Пенн Джиллетт, сыгравший священника, произносящего молитву на свадьбе; ранее он озвучивал персонажа по имени Пейн в игре Borderlands 3 (2019). Однако в финальный монтаж картины сцена с участием актёра не вошла. Кроме того, под нож пошли моменты с Шайенном Джексоном и Чарльзом Бабалолой, сыгравшими Уэйнрайта Джейкобса и сэра Хаммерлока соответственно.

## Производство
В 2011 году CEO компании Gearbox Software Рэнди Питчфорд впервые обсудил потенциальную экранизацию серии игр Borderlands с продюсерами Ави и Ари Арадами из студии Arad Productions. После выхода игры Tales from the Borderlands Питчфорд окончательно убедился в том, что экранизация должна появиться на свет. Позднее он задумался о создании полноценной кинематографической вселенной «Бордерлендс». В мае 2015 года Ли Уоннелл вступил в переговоры со студией Lionsgate о написании сценария к экранизации игр и её режиссуре. Компания официально объявила о проекте в августе 2015 года, при этом ничего не сообщив об участии Уоннелла.
Во время продвижения своей идеи фильма продюсерам режиссёр Элай Рот рассказывал о том, что определённое влияние на него оказало то, как испражнялась его собака породы французский бульдог. «Мне приходится отворачиваться, поскольку она стесняется, когда на неё смотрят. Но однажды я заснял её на камеру. У неё была такая застенчивая морда, и тогда я подумал: „Да это же вылитый Железяка“», — говорит Рот. Так появилась сцена, в которой Железяка испражняется крепёжными изделиями.
В апреле 2016 года Lionsgate наняла Аарона Берга для написания сценария с ориентиром на возрастной рейтинг «R» (в России — «18+»). К июню 2018 года на место Берга встал Орен Узил. 20 февраля 2020 года Lionsgate объявила, что Рот срежиссирует фильм по сценарию Крейга Мейзина, а Эрик Фейг спродюсирует проект посредством своей продюсерской компании Picturestart. К апрелю 2021 года сценарий Мейзина переписали Джуэл Тейлор и Тони Реттенмайер, а позднее свой вклад внёс и Рот. В том же месяце Lionsgate обнародовала описание сюжета будущей картины.
В мае 2020 года Кейт Бланшетт получила роль Лилит. Своё решение присоединиться к проекту актриса объяснила так: «В этих размахиваниях оружием столько веселья. Весь этот мир меня по-настоящему увлёк с головой. По-моему, свою роль также сыграло ковидное безумие — я много времени проводила в саду, слишком свободно пользуясь бензопилой. А мой муж сказал: „Этот фильм может спасти твою жизнь“». Перед тем как отправиться на пробы на роль Роланда, Кевин Харт тренировался с «морскими котиками» США. Джек Блэк, которому досталась роль робота Железяки, озвучил своего персонажа ещё до начала съёмок и ни разу не появился на съёмочной площадке. Остальные члены актёрского состава присоединились в период с января по апрель 2021 года. По словам Рота, он хотел позвать на съёмочную площадку косплееров в качестве актёров массовки, которых позднее по сюжету убьют.
Съёмки начались 1 апреля 2021 года в Будапеште, Венгрия, и завершились 22 июня. 4 июня в сети появились первые кадры с изображением актёрского состава. Чёрно-белые изображения скрывали всё, кроме силуэтов актёров. В январе 2023 года появилась информация о том, что в течение двух недель будут проходить пересъёмки картины, во время которых обязанности режиссёра возьмёт на себя Тим Миллер; Рот не появился на площадке, поскольку был занят работой над фильмом «День благодарения». Зак Олкевич написал новые страницы сценария специально для Миллера. В июне 2023 года имя Мейзина исчезло из титров проекта, а вместо него появилось упоминание некоего Джо Кромби (англ. Joe Crombie); Мейзин опроверг предположения о том, что имя Джо Кромби — это его псевдоним. Берг, Узил, Тейлор, Реттенмайер, Олкевич, Крис Бремнер и Сэм Левинсон указаны в титрах как «авторы дополнительного литературного материала». Музыку к фильму написал Стив Яблонски, заменивший на этом посту Нейтана Барра.
По словам работавшего на съёмочной площадке постановщика трюков Джимми О’Ди, сцены, в которых персонажам взрывают головы и отрезают ноги, были удалены из финального монтажа в угоду рейтингу «PG-13» («12+» или «16+»).

## Выход

### Кинопрокат
Изначально «Бордерлендс» должен был выйти в мировой прокат в 2022 году. Мировая премьера картины состоялась 6 августа 2024 года в китайском театре TCL в Лос-Анджелесе, а российская — 7 августа в кинотеатре «Октябрь» в Москве. 8 августа «Бордерлендс» вышел в прокат в России (дистрибьютор — Global Film), а 9 августа Lionsgate Films выпустила фильм в американский прокат. Производственный бюджет проекта составил $ 110—120 млн, а на рекламную кампанию Lionsgate потратила $ 30 млн. По информации журналистов, продавая права на прокат картины в других странах, студия окупила затраты на 60 %. После премьеры фильма выросли продажи Borderlands 3 в Steam, а число игроков, одновременно зашедших в игру, увеличилось вдвое — от почти 6000 до 12 231 на пике.

### На домашних носителях
Цифровой релиз «Бордерлендс» состоялся 30 августа 2024 года. 22 октября фильм вышел на DVD, Blu-ray и 4K Ultra HD Blu-ray.

## Восприятие

### Кассовые сборы
«Бордерлендс» собрал $ 15,5 млн в США и Канаде и $ 17,5 млн на территории других стран, в общей сложности собрав $ 33 млн по всему миру. По данным Deadline Hollywood, по итогам проката Lionsgate потерпела убытки в размере $ 20—30 млн.
В США и Канаде «Бордерлендс» вышел в прокат в один день с фильмами «Всё закончится на нас» и «Кукушка». Согласно прогнозам, картина должна была в свой первый уик-энд собрать $ 8—16 млн в 3125 кинотеатрах. В первый день фильм собрал $ 4 млн (с учётом $ 1,32 млн, заработанных на предпоказах в четверг). По итогам уик-энда «Бордерлендс» заработал $ 8,6 млн, оказавшись на четвёртом месте по сборам. Во второй уик-энд лента заработала $ 2,4 млн.
В ноябре 2024 года CEO Take-Two Interactive, материнской компании Gearbox, Штраус Зельник заявил: «Даже несмотря на фиаско в прокате, благодаря фильму наши игры стали лучше продаваться». Тем не менее он добавил, что отныне компания будет более избирательно относиться к экранизациям своих игр.

### Рейтинги
По данным агрегатора Rotten Tomatoes, 
10 % из 165 обзоров были положительными, со средней оценкой 2,8 из 10. Сайт обобщает мнения критиков так: «Сбоящий по всем фронтам, „Бордерлендс“ просто бессмысленен». На Metacritic средневзвешенная оценка фильма составляет 26 баллов из 100 на основе 35 рецензий, что соответствует критерию «в основном отрицательные отзывы». Зрители, опрошенные для CinemaScore, дали фильму среднюю оценку «D+» по шкале от «A+» до «F», а сервис PostTrak опубликовал 46 % положительных отзывов, причём 31 % опрошенных заявили, что порекомендовали бы картину к просмотру. Российский агрегатор рецензий «Критиканство» присвоил фильму 53 балла из 100 на основе 28 рецензий.
По итогам 2024 года такие издания, как Metacritic, Letterboxd, Digital Trends, Screen Crush и The Times-Tribune включили «Бордерлендс» в свои списки худших фильмов 2024 года.

### Отзывы критиков
«Бордерлендс» получил отрицательные отзывы в западной прессе. Так, журнал The Guardian назвал фильм «странной […] вторичной подростковой экранизацией», а Variety считает картину «стандартной адаптацией игры, лишающей зрителей основной изюминки первоисточника: непредсказуемости». The Independent счёл фильм «полной катастрофой», а Rolling Stone предположил, что «Бордерлендс» может считаться худшим фильмом по видеоиграм в истории. Газета Evening Standard назвала картину худшим фильмом 2024 года. Журналист PC Gamer сравнил «Бордерлендс» с другими экранизациями компьютерных игр: «Быть может, вы слышали утверждение, что с выходом этого фильма восстановился баланс […] и нам напоминают, что хорошие экранизации — это скорее исключение из правила. Нам нужны были новые „Супербратья Марио“ (1993). Мы их не получили. „Бордерлендс“ „Супербратьям Марио“ и в подмётки не годится. Он не интересно плохой. […] В нём нет низменных, несбыточных амбиций, которые могли бы оправдать его существование. Этот фильм всегда будет восприниматься как пустая трата ста минут».
Журналист Screen Daily Тим Грирсон положительно отозвался об актёрской игре Бланшетт, выделяющейся на фоне всех остальных актёров. «Немногие из этого звёздного ансамбля блистают. Актёры типа Джины Гершон и Джейми Ли Кёртис играют ярких персонажей… но при этом они застряли в пресных жанровых направлениях. Даже потенциально интригующие персонажи — такие, как, например, Харт в более серьёзном амплуа, чем то, что можно ожидать от комедийного актёра, — оказываются просто плоскими», — написал критик. Обозреватель MovieWeb отнёсся к фильму с меньшим негативом и написал следующее: «Рот демонстрирует своё мастерство кинематографиста в солидных боевых сценах. Криг в исполнении Мунтяну — просто полтора зверя, которым под силу с беззастенчивым ликованием скрутить плохих парней в кренделя. Насилие брутальное, но без лишней жестокости. Неожиданно видеть фильм Рота без капли крови. Продюсеры пытались избежать рейтинга „R“, ведь у них был расчёт на то, чтобы в кино могли пойти дети, которым нравятся оригинальные игры. А вот преданным фанатам Рота, желающим посмотреть на его фирменные жестокие расправы, эту картину я бы посоветовал пропустить».

### Награды и номинации
| Награда                               | Дата церемонии вручения | Категория                                 | Получатель(-и)                                      | Результат | Прим.         |
| ------------------------------------- | ----------------------- | ----------------------------------------- | --------------------------------------------------- | --------- | ------------- |
| Премия Гильдии художников по костюмам | 6 февраля 2025          | «Лучший дизайн костюмов в фэнтези-фильме» | Дэниел Орланди                                      | Номинация | [ 86 ]        |
| «Золотая малина»                      | 1 марта 2025            | «Худший фильм»                            | Ави Арад, Ари Арад и Эрик Фейг                      | Номинация | [ 87 ] [ 88 ] |
| «Золотая малина»                      | 1 марта 2025            | «Худший режиссёр»                         | Элай Рот                                            | Номинация | [ 87 ] [ 88 ] |
| «Золотая малина»                      | 1 марта 2025            | «Худшая актриса»                          | Кейт Бланшетт                                       | Номинация | [ 87 ] [ 88 ] |
| «Золотая малина»                      | 1 марта 2025            | «Худший актёр второго плана»              | Джек Блэк                                           | Номинация | [ 87 ] [ 88 ] |
| «Золотая малина»                      | 1 марта 2025            | «Худший актёр второго плана»              | Кевин Харт                                          | Номинация | [ 87 ] [ 88 ] |
| «Золотая малина»                      | 1 марта 2025            | «Худший актёрский дуэт»                   | Любые два мерзких персонажа (но особенно Джек Блэк) | Номинация | [ 87 ] [ 88 ] |
| «Золотой трейлер»                     | 30 мая 2024             | «Лучшее фэнтези / приключение»            | «Make It Rain» (Lionsgate Films / Create)           | Номинация | [ 89 ] [ 90 ] |
| «Золотой трейлер»                     | 30 мая 2024             | «Лучшая анимация названия»                | «Make It Rain» (Lionsgate Films / Create)           | Победа    | [ 89 ] [ 90 ] |